# Соль Бамба
Сулейма́н «Соль» Бамба́ (фр. Souleymane «Sol» Bamba; 13 січня 1985, Іврі-сюр-Сен, Франція — 31 серпня 2024) — івуарійський футболіст, захисник.
Виступав, зокрема за англійський клуб «Мідлсбро».

## Титули і досягнення
- Срібний призер Кубка африканських націй: 2012